# Stazione di Roma Ostiense
Stazione di Roma Ostiense vasútállomás Olaszországban, Róma Ostiense városrészében.

## Vasútvonalak
Az állomást az alábbi vasútvonalak érintik:
- Pisa–Róma-vasútvonal
- Viterbo–Róma-vasútvonal
- Róma–Fiumicino-vasútvonal

## Kapcsolódó állomások
A vasútállomáshoz az alábbi állomások vannak a legközelebb:
- Stazione di Roma Trastevere (Stazione di Fiumicino Aeroporto, Stazione di Viterbo Porta Fiorentina, Stazione di Civitavecchia, FL1, FL3, FL5)
- Stazione di Roma Tuscolana (Stazione di Orte, Stazione di Roma Tiburtina, Stazione di Roma Termini, FL1, FL3, FL5)
- Roma Trastevere Scalo train station